# Pedicia (Crunobia) nielseni
Pedicia (Crunobia) nielseni is een tweevleugelige uit de familie Pediciidae. De soort komt voor in het Palearctisch gebied.